# Olof Wallin
Johan Olof Clarus Wallin, född den 30 april 1860 i Göteborg, död den 24 juli 1933 i Köping, var en svensk jurist. 
Wallin blev student vid Uppsala universitet 1878 och avlade juris utriusque kandidatexamen där 1884. Han blev vice häradshövding 1888. Efter tjänstgöring i och under Göta hovrätt utnämndes Wallin till häradshövding i Västmanlands västra domsaga 1900, i vilket ämbete han kvarstod till 1930. Han blev riddare av Nordstjärneorden 1911.